# Udayapur District
Udayapur District er et af Nepals 75 administrative og politiske regioner, betegnet distrikter (lokalt betegnet district, zilla, jilla el. जिल्ला). Udayapur er et distrikt i bakkeområdet Middle Hills, som ligger i Sagarmatha Zone i Eastern Development Region.
Udayapur areal er 2.063 km² og der boede ved folketællingen 2001 i alt 287.689 og i 2007 321.349og i 2011 317.532 i distriktet. Distriktets politiske organ District Development Committee er sammensat gennem indirekte valg, med repræsentation fra hver af de 9-17 administrative enheder ilakaer, hvert distrikt er opdelt i.
Udayapur District er endvidere opdelt i 45 udviklingskommuner (lokalt navn: Gaun Bikas Samiti (G.B.S.) el. Village Development Committee (VDC)), hvoraf byer med over 10.000 indbyggere kategoriseres som købstæder (municipalities).
Udayapur District er udviklingsmæssigt – gennem anvendelse af FN og UNDP's Human Development Index – kategoriseret som nr. 21 ud af Nepals 75 distrikter.

## Eksterne links
- Kort over Udayapur District
- Udayapur District sundhedsprofil – fra FN-Nepal (på engelsk)

26°55′N 86°40′Ø / 26.92°N 86.67°Ø